# Fiacsic
Fiacsic (szlovákul Fiačice, lengyelül: Fiaczycz) Guotfalu településrésze, korábban önálló falu Szlovákiában, a Zsolnai kerületben, a Liptószentmiklósi járásban.

## Fekvése
Liptószentmiklóstól 11 km-re délnyugatra, Guotfalutól kb. fél km-re, északra fekszik.

## Története
1267-ben „Fyotha” néven említik először. Farkas fia Fyotha liptói várjobbágyról kapta a nevét, aki IV. Béla adományából kapta azt. 1273-ben „Fyotha”, 1390-ben „Fyeche”, 1391-ben „Fyechefolua”, 1459-ben „Fyeczehaza”, 1477-ben „Fiaczkafalva” alakban szerepel az írott forrásokban. Több nemesi család birtoka volt, a 18. századtól a Kubinyi családé. 1784-ben 22 házában 193 lakos élt.
A 18. század végén Vályi András így ír róla: „FIATSKAHÁZA. vagy Fiatzitze. Tót falu Liptó Vármegyében, földes Ura Kubinyi Uraság, lakosai katolikusok, fekszik Keletsénynek szomszédságában, Német Liptsétől fél mértföldnyire. Határja középszerű, keresettye jó, szekerezéssel, lápozással is, ’s a’ Német Liptsei erdőkben fa vágással, piatzozása egy órányira, legelője szoross, határjának két harmad része sovány, és nehezen miveltetik, hegyes volta miatt, mivel fája sem épűletre, sem tűzre nintsen, második Osztálybéli.”
1828-ban 32 háza és 254 lakos élt, akik főként mezőgazdasággal foglalkoztak.
Fényes Elek 1851-ben kiadott geográfiai szótárában így ír a faluról: „Fiaczkaháza, tót falu, Liptó vmegyében, egy mély völgyben, Dubrava és Szokolcs közt, Bertelenfalvához 1 1/2 óra; többen birják.”
1899-ben nevét Fiátafalvára magyarosították vissza. 1910-ben 260, túlnyomórészt szlovák lakosa volt. A trianoni diktátumig Liptó vármegye Németlipcsei járásához tartozott.
1924-ben csatolták Guotfaluhoz.

## Külső hivatkozások
- Fiasic Szlovákia térképén

## Lásd még
- Guotfalu